# وکسهلم
وکسهلم (به سوئدی: Vaxholm) یک سکونتگاه مسکونی در سوئد است که در وکسهلم مونیکیپلیتی واقع شده‌است.

## خصوصیات
وکسهلم ۱٫۶۴ کیلومترمربع مساحت و ۴٬۸۵۷ نفر جمعیت دارد.